# 道州路
道州路，元朝时设置的路。
至元十四年（1277年），改道州置，治所在营道县（今湖南省道县）。属湖广等处行中书省。辖境相当今湖南省道县、宁远、新田、江永、江华等县地。明朝洪武元年（1368年），改为道州府。 